# Franz Kutschera

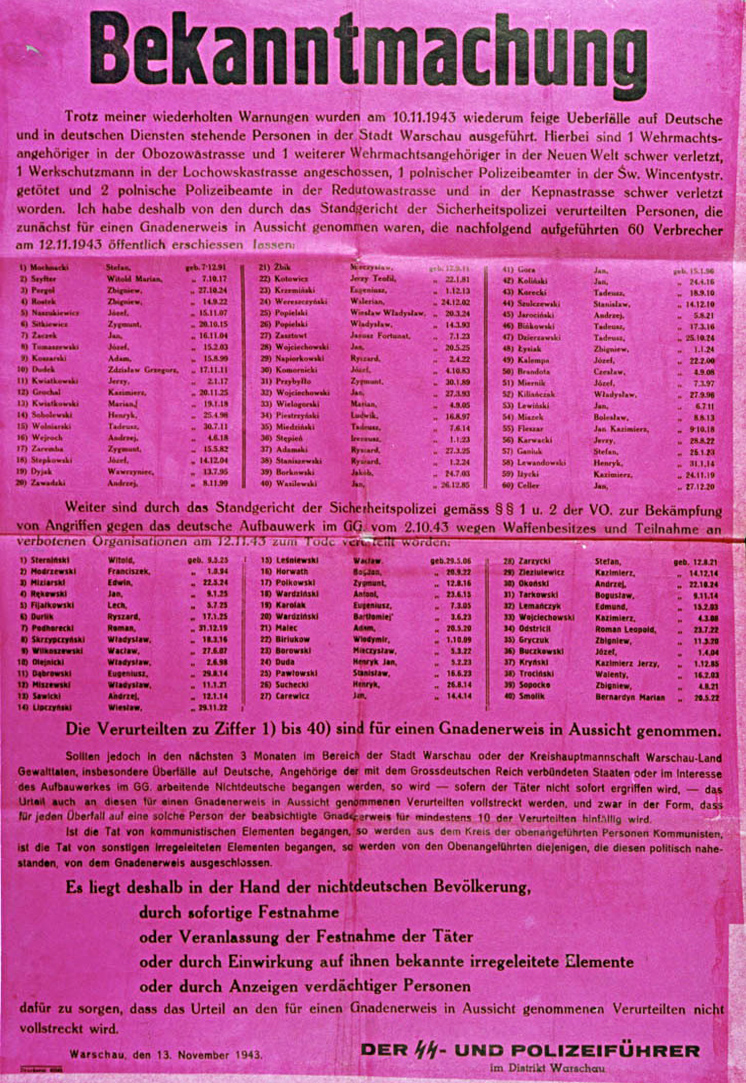
Způsob, kterým Kutschera s oblibou řešil potíže: poprava stovky rukojmích

Franz Kutschera (22. února 1904 – 1. února 1944) byl rakouský nacista, válečný zločinec, důstojník SS a policie v hodnosti SS-Brigadeführer und Generalmajor der Polizei. Nechvalně proslul jako velitel SS a policie v okupované Varšavě. Znám též jako Varšavský kat.
Vyznačoval se neobvyklou ukrutností i na poměry panující v okupovaném Polsku, pravidelně pořádal veřejně přístupné masové popravy a praktikoval braní a popravy rukojmích ve velkém. Polský podzemní stát jej za ukrutnosti a masové vraždy páchané na polském národě odsoudil k smrti. Popravu vykonala na příkaz generála Fieldorfa, velitele Kedywu, zvláštní jednotka Agat, složená z harcerů Šedých řad (viz Akce Kutschera).

## Shrnutí kariéry

### Data povýšení
- SS-Hauptscharführer – únor, 1933
- SS-Untersturmführer – 9. listopad, 1935
- SS-Obersturmführer – 9. listopad, 1936
- SS-Sturmbannführer – 14. září, 1937
- SS-Obersturmbannführer – 16. březen, 1938
- SS-Standartenführer – 25. červen, 1938
- SS-Oberführer – 30. leden, 1939
- Offiziersanwärter-Oberjäger – 10. březen, 1940
- SS-Brigadeführer – 9. listopad, 1940
- Generalmajor der Polizei – 9. listopad, 1942

### Významná vyznamenání
- Železný kříž I. třídy – 14. únor, 1943
- Železný kříž II. třídy – 14. únor, 1943
- Zlatý stranický odznak – 30. leden, 1939
- Medaile za východní frontu
- Válečný záslužný kříž I. třídy bez mečů
- Válečný záslužný kříž II. třídy bez mečů
- Medaile za Anschluss
- Služební vyznamenání NSDAP v bronzu
- Čestný prýmek starého bojovníka
- Civilní odznak SS
- Totenkopfring
- Čestná dýka Reichsführera-SS

## Galerie

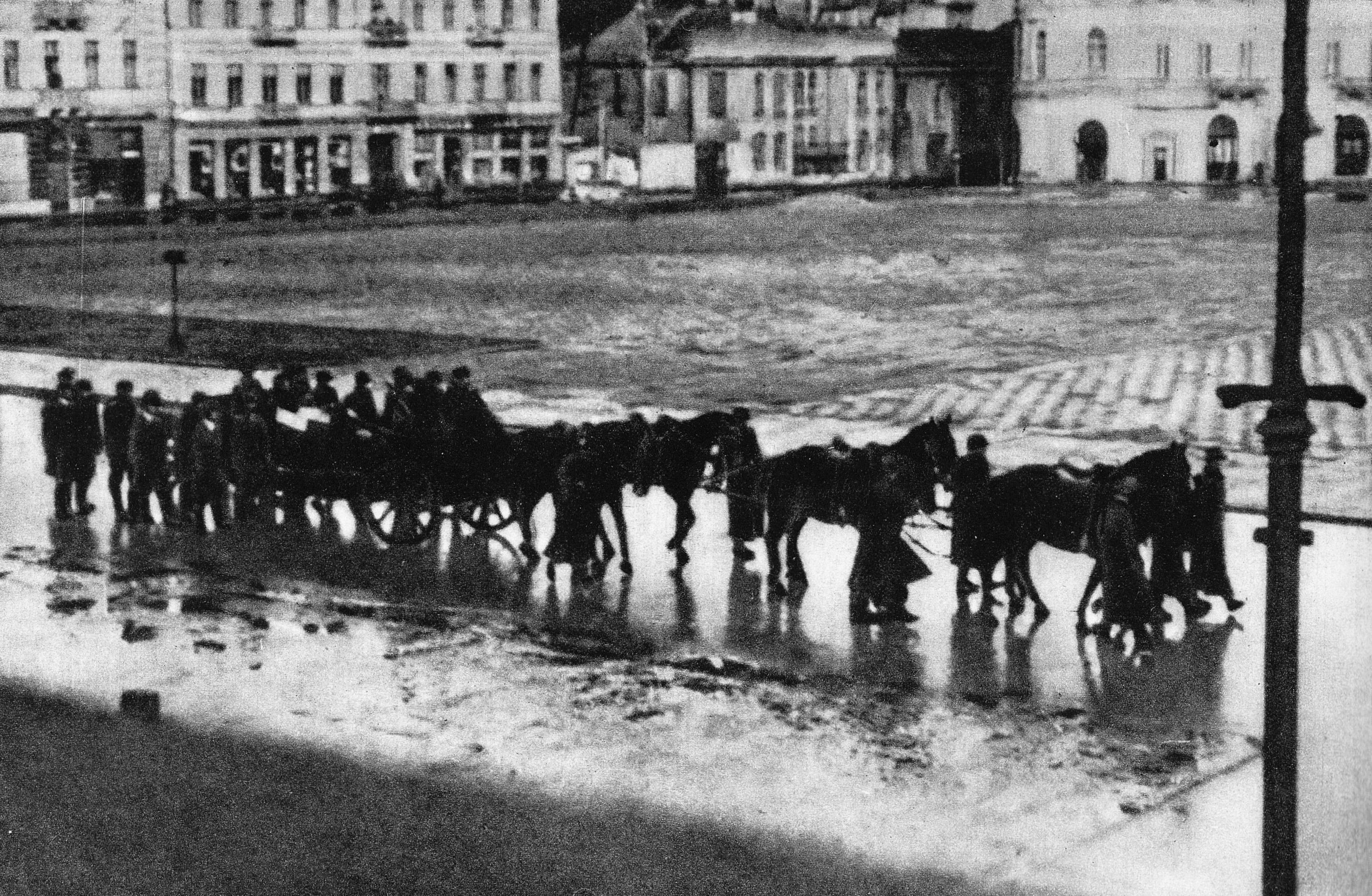
Stefan Bałuk: Smuteční pohřební průvod Franze Kutschery na Adolf-Hitler-Platz (Piłsudského náměstí) ve Varšavě. Fotografie pořízena z paláce Saski. Nacista Kutschera byl nám též jako Varšavský kat.
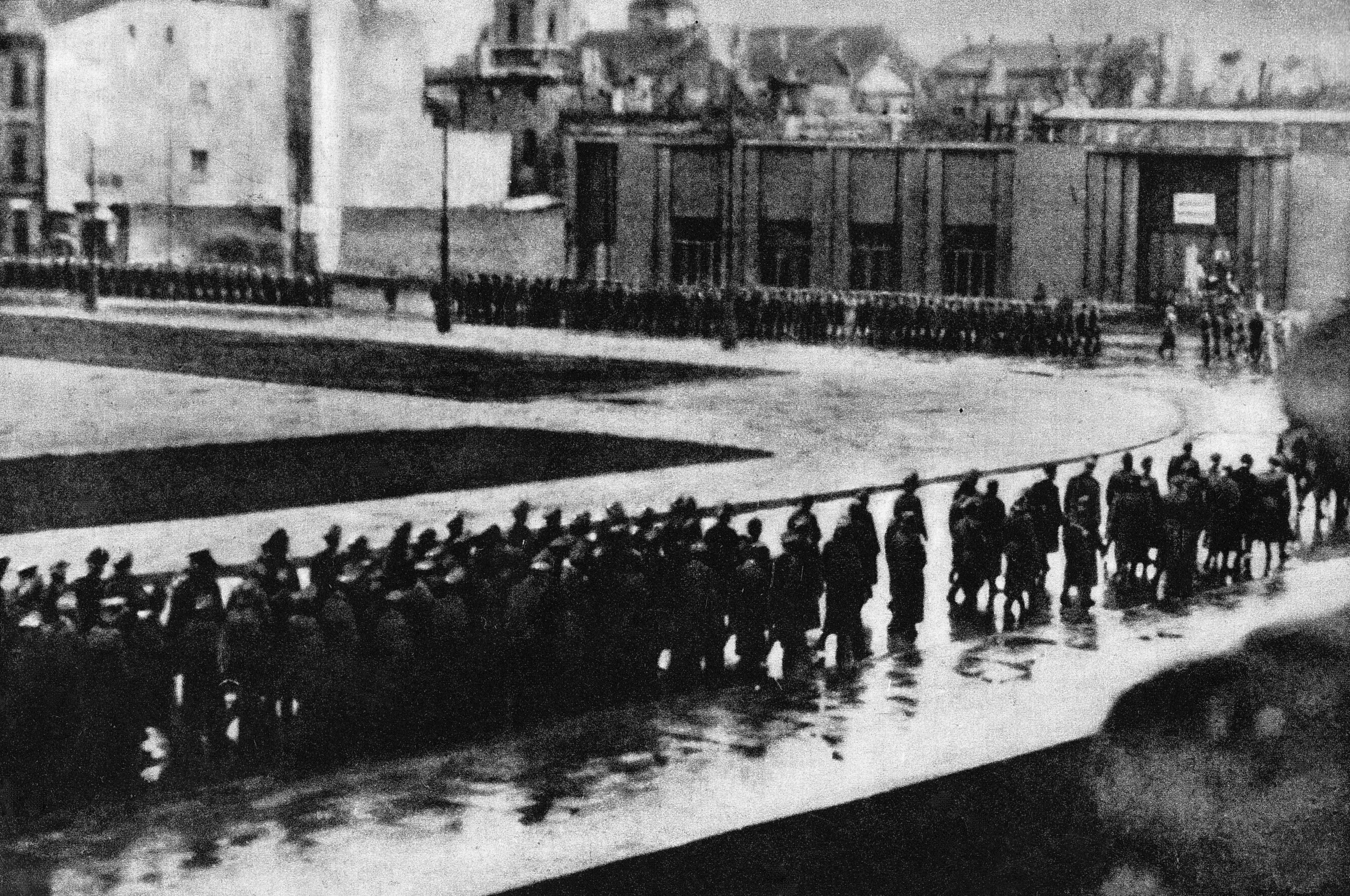
Stefan Bałuk: Smuteční pohřební průvod Franze Kutschery na Adolf-Hitler-Platz (Piłsudského náměstí), 4. února 1944